# Flavy-le-Meldeux
Flavy-le-Meldeux ist eine französische französische Gemeinde mit 225 Einwohnern (Stand: 1. Januar 2022) im Département Oise in der Region Hauts-de-France (vor 2016 Picardie). Sie gehört zum Kanton Noyon und zum Gemeindeverband Pays Noyonnais. Die Einwohner werden Flaviens genannt.

## Geografie
Die Gemeinde Flavy-le-Meldeux liegt im Pays Noyonnais an der Grenze zum Département Somme, etwa 26 Kilometer südwestlich von Saint-Quentin. Umgeben wird Flavy-le-Meldeux von den Nachbargemeinden Esmery-Hallon im Westen und Norden, Golancourt im Nordosten, Le Plessis-Patte-d’Oie im Osten sowie Guiscard im Süden.

## Bevölkerungsentwicklung
| Jahr                       | 1962 | 1968 | 1975 | 1982 | 1990 | 1999 | 2006 | 2013 | 2021 |
| -------------------------- | ---- | ---- | ---- | ---- | ---- | ---- | ---- | ---- | ---- |
| Einwohner                  | 163  | 166  | 116  | 115  | 170  | 193  | 179  | 224  | 222  |
| Quellen: Cassini und INSEE |      |      |      |      |      |      |      |      |      |

## Sehenswürdigkeiten

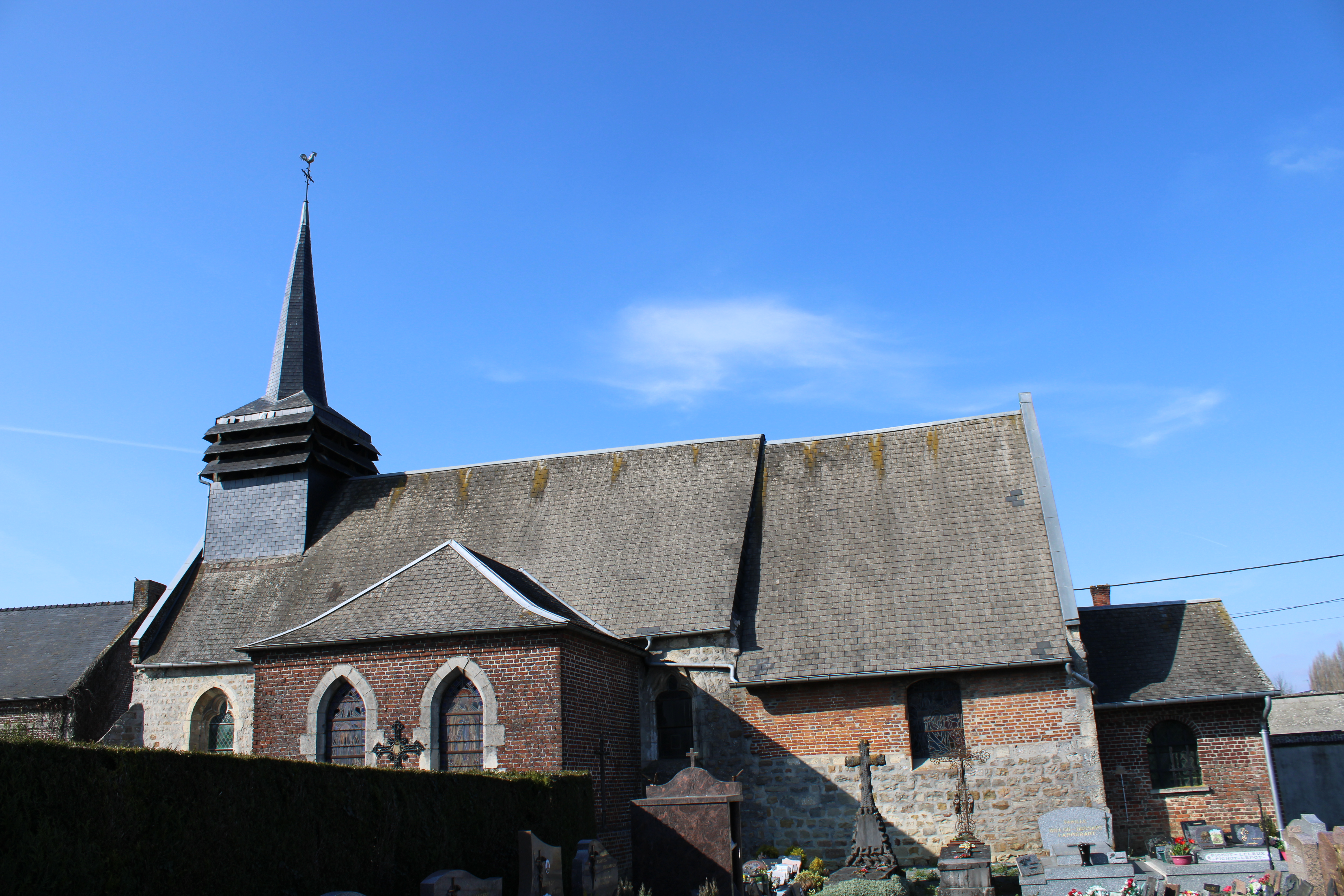
Kirche Saint-Géréon
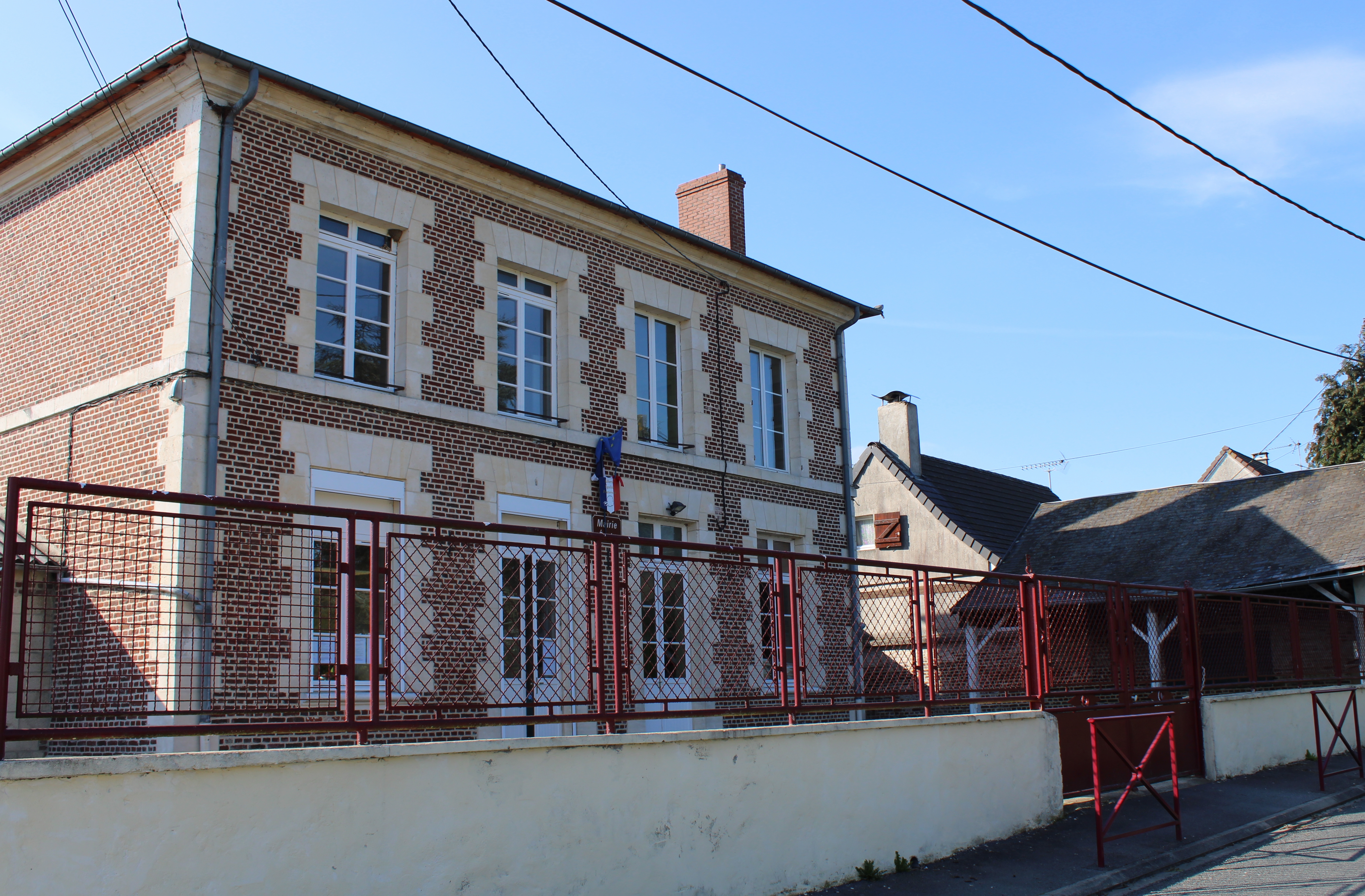
Mairie Flavy-le-Meldeux
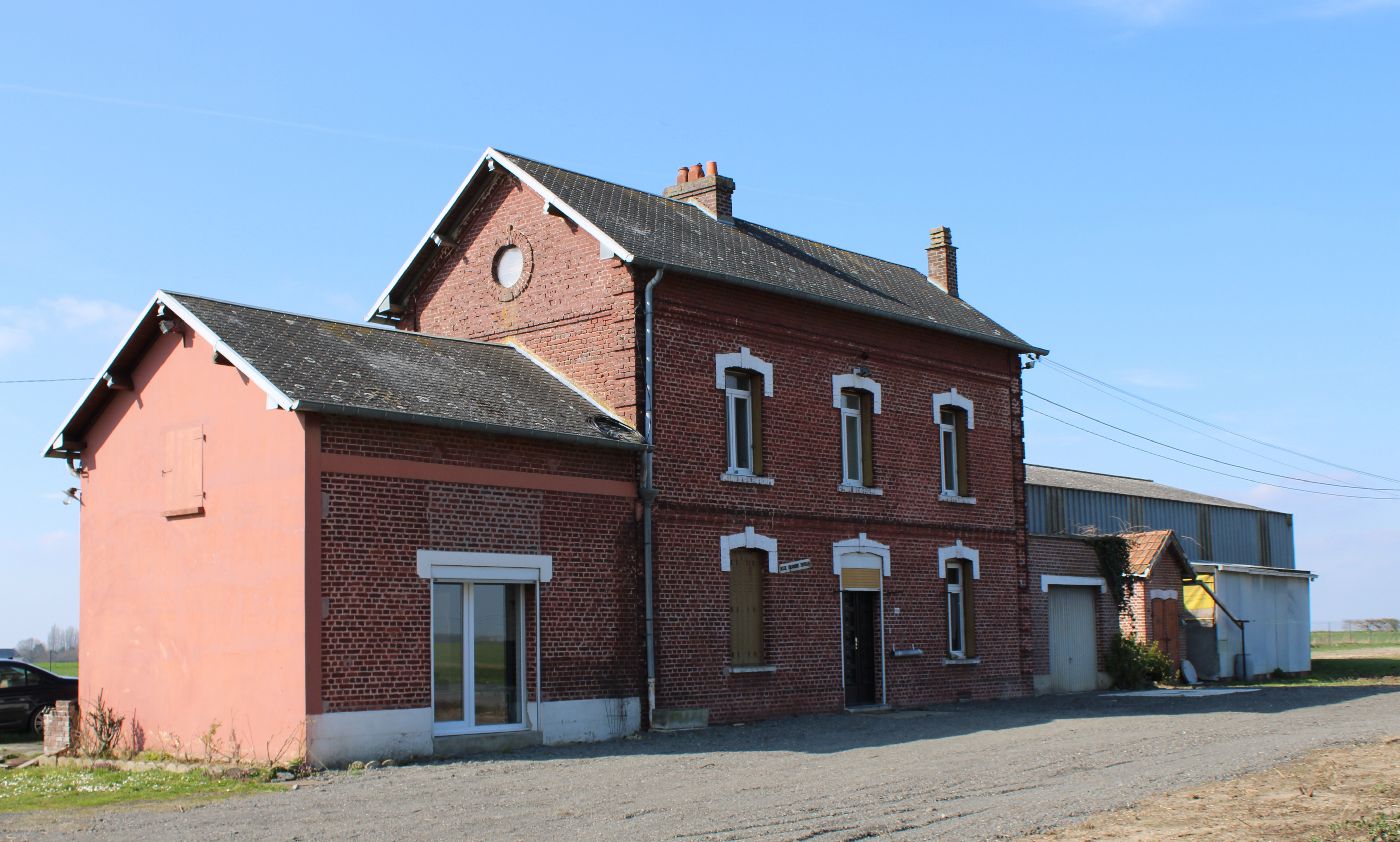
Ehemaliger Bahnhof
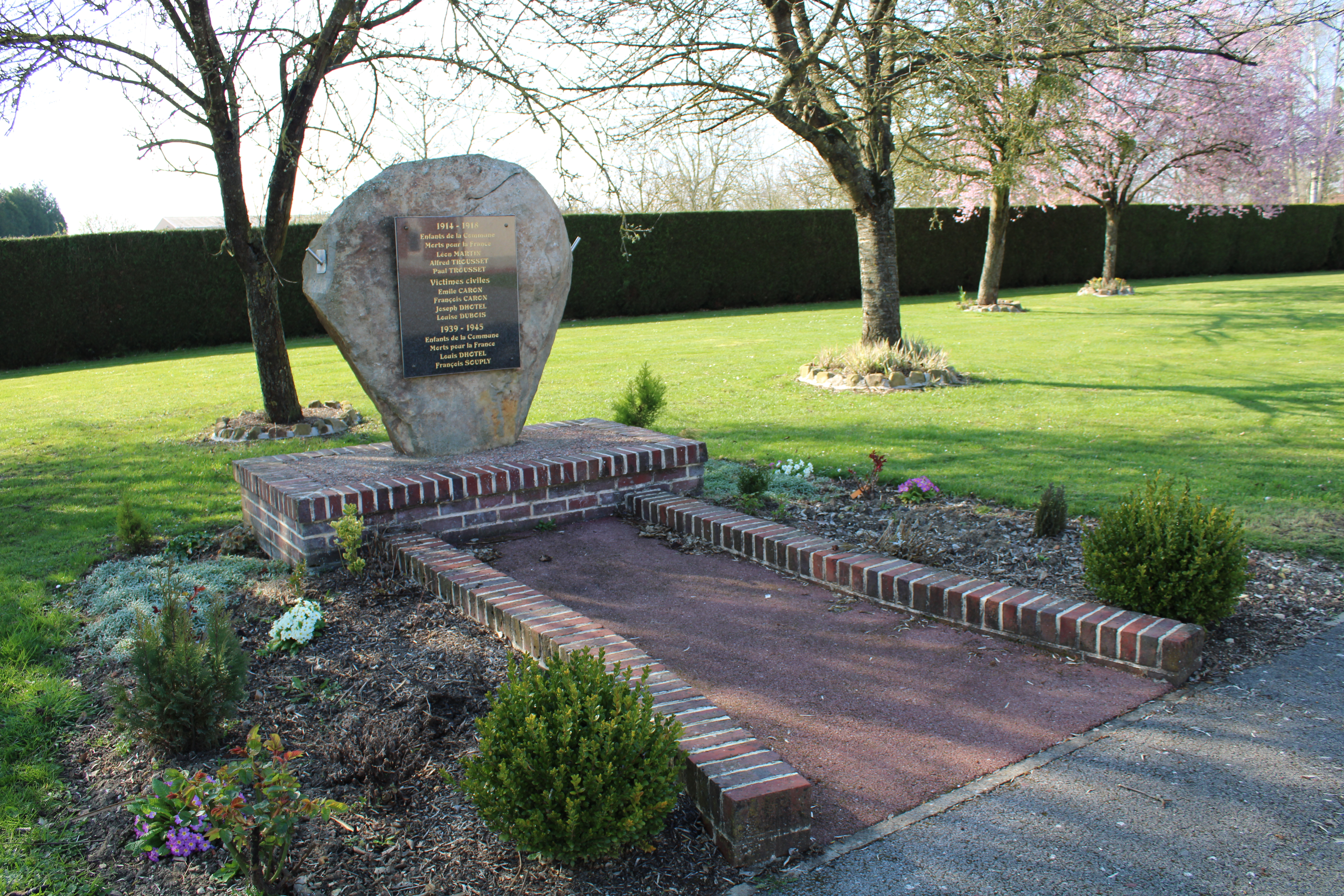
Gefallenendenkmal

- Arboretum

- Kirche Saint-Géréon
- Mairie Flavy-le-Meldeux
- Ehemaliger Bahnhof
- Gefallenendenkmal